# Tell No One About Tonight
Tell No One About Tonight är en EP av bandet Le Sport utgiven under hösten 2005 på skivbolaget Songs I Wish I Had Written. EP:ns tre första låtar var tidigare utgivna under våren 2005, då under bandnamnet Eurosport som också var EP:ns namn. Låten Tell No One About Tonight debuterade på plats 37 på den svenska singellistan och nådde som bäst en 34:e plats.

## Låtar
1. Tell No One About Tonight - 3:09
2. Your Brother Is My Only Hope - 3:24
3. Eurosport Music Baby! - 3:05
4. Tell No One About Tonight (Mont Ventoux Remix) - 4:19 (finns enbart på EP:n Tell No One About Tonight)
5. Tell No One About Tonight (Regina Remix) - 6:15 (finns enbart på EP:n Tell No One About Tonight)